# Acacia bispinosa
Acacia bispinosa är en ärtväxtart som beskrevs av Hereman. Acacia bispinosa ingår i släktet akacior, och familjen ärtväxter. Inga underarter finns listade i Catalogue of Life.